# ميوسكس
ميوسكس جنو/لينكس (بالإنجليزية: Musix GNU/Linux) توزيعة لينكس متوفرة على قرص حي أو ديفيدي لمعالجات اي-32 مبنية على دبيان. تحتوي على مجموعة برامج إنتاج الصوت، التصميم الجرافيكي، تحرير أفلام الفيديو، وبرامج أخرى مثل البرامج الخدمية والبرامج ذات الأغراض العامة. صاحب الفكر والمدير المشارك في المشروع هو ماركوس جيرمان جوجليلميتي (بالآيسلندية: Marcأو أس Germán Guglielmetti)
ميوسكس جنو/لينكس هي واحدة من توزيعات لينكس التي ادرجتها مؤسسة البرمجيات الحرة في قائمة توزيعات جنو/لينكس الحرة، المتاحة على صفحة الويب الخاص بمشروع جنو، حيث أنها تشجع على استعمال البرمجيات الحرة ولايقومون بالتشجيع على أي برمجيات غير حرة.
تم تطوير ميوسكس من فريق تطوير التوزيعة في الأرجنتين، البرازيل، المكسيك، وإسبانيا، اللغة المستخدم في تطوير التوزيعة والتوثيق والمناقشات بين أعضاء الفريق، هي اللغة الأسبانية، لكن لدى التوزيعة مجتمع من المتحدثين باللغات الأسبانية، البرتغالية، والإنجليزية.